# Transport de groupe PEP
Le transport de groupe PEP, également connu sous le nom de système phosphotransférase (PTS en anglais), est une méthode utilisée par les bactéries pour assimiler du sucre et où l’énergie utilisée provient du phosphoenolpyruvate (PEP). Il s’agit d’un système multicompartimenté qui implique toujours des enzymes de la membrane plasmique et du cytoplasme. Le système PTS utilise un transport actif. Après avoir été transportés à travers la membrane, les métabolites subissent des modifications. Ce système a été découvert par Saul Roseman en 1964.

## Spécificité
Le système PTS est impliqué dans le transport de plusieurs sucres chez les bactéries, dont le glucose, le fructose et le cellobiose. Les sucres du PTS peuvent changer d’un groupe de bactéries à l’autre, se rapprochant des sources de carbone les plus adaptées à chaque groupe disponible dans l’environnement. Chez Escherichia coli, il y a 21 transporteurs différents (soit des protéines IIC, parfois groupées avec des protéines IIB et/ou IIA, voir figure) qui déterminent la spécificité de l’import considéré. Parmi eux, 7 appartiennent à la famille du fructose (Fru), 7 à la famille du glucose (Glc), et 7 appartiennent aux autres familles de perméases du PTS.

## Mécanisme
En fin de transport, le groupe phosphate du PEP est transféré au sucre importé à l’aide de différentes protéines. Le groupe phosphate est transféré par l’enzyme E I (EI), la Protéine Histidine Thermostable (HPr – Heat-stable Protein en anglais) et l’enzyme E II (EII), à un résidu histidine conservé ; en revanche, avec l’enzyme E IIB (EIIB), le groupe phosphate est transféré à un résidu cystéine (plus rarement à un résidu histidine).

Système PTS

Lors du processus de transport PTS du glucose, spécifique aux bactéries intestinales, le phosphate du PEP est transféré à un résidu histidine sur l’enzyme EI. Ensuite, celle-ci transfère ce phosphate à la HPr qui à son tour le transfère à la EIIA. L’enzyme EIIA est spécifique au glucose et elle transfère ensuite le groupe phosphate à l’enzyme EIIB. Enfin, la EIIB phosphoryle le glucose lors de son passage par la membrane plasmique au travers de l’enzyme transmembranaire II C (EIIC), ce qui produit du glucose-6-phosphate. L’intérêt de transformer le glucose en glucose-6-phosphate est qu’il ne pourra pas diffuser hors de la cellule, assurant ainsi un gradient de concentration de glucose à sens unique. La HPr est commune aux systèmes de phosphotransférase des autres substrats mentionnés plus tôt, tout comme l’est l’EI en amont.
Les protéines en aval de la HPr ont tendance à différer suivant le saccharide considéré. Le transfert d’un groupe phosphate à un substrat une fois ce dernier importé via un transporteur membranaire empêche le transporteur de reconnaître ce substrat à nouveau, maintenant ainsi un gradient de concentration favorisant un import supplémentaire du substrat par le biais du transporteur.
Au sein du système PTS, le statut de phosphorylation de la EIIA peut avoir des fonctions de régulation. Par exemple, à des concentrations basses en sucre, la EIIA phosphorylée s’accumule, ce qui active l’adénylate cyclase liée à la membrane. Les niveaux d’AMP cyclique intracellulaire augmentent et cela active ensuite la PAC (protéine activatrice de catabolite, CAP en anglais), qui est impliquée dans le système de répression des catabolites, ce qui est également connu sous le nom d’effet glucose. Lorsque la concentration en glucose est importante, la EIIA est essentiellement déphosphorylée, ce qui lui permet d’inhiber l’adénylate cyclase, la glycérol kinase, la lactose perméase et la maltose perméase. Par conséquent, tout comme le transport de groupe PEP est un moyen efficace d’importer des substrats dans la bactérie, il fait également le lien entre ce transport et la régulation d’autres protéines liées.

## Analyse structurelle
Des structures tridimensionnelles d’exemples de tous les complexes cytoplasmiques solubles du PTS ont été résolues par G. Marius Clore en utilisant la spectroscopie RMN multidimensionnelle, et ont permis de se faire des idées significatives sur la manière dont les protéines à transduction de signal reconnaissent des partenaires structurellement dissemblables et multiples en générant des surfaces de liaison similaires à partir d'éléments de structure complètement différents, utilisant ainsi de grandes surfaces de liaison avec redondance intrinsèque, et exploitant la plasticité conformationnelle des chaînes latérales.